# 92. мјешовита авијацијска бригада
92. мјешовита авијацијска бригада је била бригада у оквиру Ваздухопловства и противваздушне одбране Војске Републике Српске.

## Историјат
Формирана је 16. јуна 1992, пребазирањем дијелова 82. авијацијске бригаде са аеродрома Церкље, код Кршког (Словенија), и 111. авијацијске бригаде са аеродрома Плеса, код Загреба, на војне аеродроме Маховљани и Залужани код Бање Луке. По организацијско-формацијској структури, бригада је имала 27. и 28. ловачко-бомбардерску авијацијску ескадрилу и 89. мјешовиту хеликоптерску ескадрилу, са летјелицама типа: Орао Ј/НЈ/ИЈ-22, Супергалеб Н-62, Јастреб Ј/НЈ/ИЈ-21, Гама ХН-45 и Х-42/45, Хера, Газела ХО-45 и Ми-8 (ХТ-40).
У току Одбрамбено-отаџбинског рата 1992-1995. борбена употреба ловачко-бомбардерске авијације и борбених хеликоптера покривала је цијелу територију Републике Српске. Састојала се у ватреној подршци јединица ВРС, патролирању, извиђању из ваздуха, заштити ваздушног простора Републике Српске, употреби хеликоптера у противоклопној борби, транспорту људства и средстава, те медицинском превожењу. Због велике улоге авијације на почетку сукоба у СР БиХ, 9. октобра 1992. Савјет безбједности УН донио је Резолуцију 781, која се односила на забрану војних летова у ваздушном простору БиХ. Тиме је, између осталог, била отежана употреба хеликоптера за медицинску евакуацију и транспортовање људства и средстава. Дио бригаде и даље је био ангажован на извођењу одбрамбених активности, директно на линијама одбране. Бригада је извршила укупно 11.966 летова. Посаде хеликоптера извршиле су транспорт око 11.000 рањеника, од чега око 5.000 са прве линије одбране. Бригада је имала 34 погинула борца, од којих 13 пилота, међу којима је био командант бригаде (потпуковник Слободан Кустурић) и два команданта ескадриле (мајори Миодраг Ећимовић и Ранко Вукмировић). Бригадом су командовали: потпуковник Слобода Кустурић (1992-1993), пуковник Милан Перић (1993-1996) и потпуковник Небојша Гајић (1996). Током реорганизације ВРС, маја 1996, преформирана је у 881. мјешовиту авијацијску бригаду, али већ у августу исте године, због очувања ратних традиција, јединица је преименована у 892. мјешовиту авијацијску бригаду. Бригада је 1993. одликована Орденом Немањића.